# Go Simpsonic with The Simpsons
Go Simpsonic with The Simpsons è un album pubblicato nel 1999 e contenente alcuni dei numeri musicali presenti ne I Simpson, non presenti nel precedente Songs in the Key of Springfield, o composte dopo la pubblicazione dell'album.

## Tracce
1. The Simpsons Main Title - The Alf Clausen Orchestra
2. Lisa's Sax: Those Were The Days/'WB's Proud To Present' Theme - Dan Castellaneta/Julie Kavner/Nancy Cartwright
3. All Singing, All Dancing: 'Gonna Paint Our Wagon' Theme & Reprise/A Singing, Dancing,... - Dan Castellaneta/Julie Kavner/Nancy Cartwright/Hank Azaria/Yeardley Smith
4. We Put The Spring In Springfield - Dan Castellaneta/Harry Shearer/Tress MacNeille
5. Simpsoncalifragilisticexpiala(Annoyed Grunt)cious: Turkey in the Straw/Minimum Wage Nanny - Dan Castellaneta/Julie Kavner/Nancy Cartwright/Yeardley Smith
6. Cut Every Corner - Dan Castellaneta/Nancy Cartwright/Hank Azaria/Yeardley Smith/Maggie Roswell
7. A Boozehound Named Barney - Dan Castellaneta/Nancy Cartwright/Hank Azaria/Yeardley Smith
8. Happy Just The Way We Are - Dan Castellaneta/Julie Kavner/Nancy Cartwright/Yeardley Smith/Harry Shearer
9. Simpsoncalifragilisticexpiala(D'oh!)cious End Credits Suite - The Alf Clausen Orchestra
10. Cash And Cary - Dan Castellaneta/Nancy Cartwright/Yeardley Smith/Harry Shearer
11. Meet The Flintstones - Dan Castellaneta
12. Underwater Wonderland - Dan Castellaneta/Julie Kavner
13. Happy Birthday, Mr. Burns - Ramones/Harry Shearer
14. The Field Of Excellence - Nancy Cartwright/Yeardley Smith/Harry Shearer/Awards Show Singers
15. The Itchy & Scratchy & Poochie Show Theme - Studio Singers
16. Poochie Rap Song - Dan Castellaneta/Harry Shearer
17. The City of New York vs. Homer Simpson: No Regards/You're Checkin' In - The Alf Clausen Orchestra/Julie Kavner/Nancy Cartwright/Yeardley Smith
18. Quimby Campaign Commercial - Hank Azaria/Harry Shearer
19. The Simpsons End Credits Theme - Sonic Youth
20. Trash of the Titans: Before The Garbage, Man!/The Garbageman - Dan Castellaneta/Julie Kavner/Nancy Cartwright/Yeardley Smith
21. Canyonero - Hank Williams Jr./Studio Singers
22. Everyone Loves Ned Flanders (The Adventures Of Ned Flanders Theme) - Dan Castellaneta/Nancy Cartwright/Harry Shearer
23. Scorpio End Credits - Sally Stevens
24. Chief Wiggum, P.I. Main Title - The Alf Clausen Orchestra/Phil Hartman
25. The Love-Matic Grampa Main Title - Phil Hartman/Studio Singers
26. The Simpsons Spin-Off Showcase: The Simpsons Family Smile-Time Variety Hour Opening Theme... - Dan Castellaneta/Julie Kavner/Nancy Cartwright/Harry Shearer/Pamela Hayden/Tim Conway
27. The Ballad Of Jebediah Springfield - Rick Logan/Dick Wells/Tommy Morgan
28. In Marge We Trust: Klang And Koto/'Mr. Sparkle' Theme & Logo - Dan Castellaneta/Nancy Cartwright/Yeardley Smith/Sab Shimono
29. Krusty The Clown Main Title - The Alf Clausen Orchestra
30. Cape Feare: Any Last Requests?/H.M.S. Pinafore/Bart's Holding The Buttercup Bart And Bop Bop And... - Nancy Cartwright/Kelsey Grammer
31. Mr. Plow - Dan Castellaneta/Nancy Cartwright/Yeardley Smith
32. Plow King - Dan Castellaneta/Hank Azaria/Linda Ronstadt
33. Kamp Krusty Theme Song - Hank Azaria
34. The Simpsons End Credits Theme - Dan Castellaneta/Terry Harrington
35. Union Strike Folk Song (Parts 1 & 2) - Yeardley Smith/Harry Shearer
36. Rappin' Ronnie Reagan - Dan Castellaneta/Harry Shearer
37. Cletus The Slack-Jawed Yokel! - Hank Azaria/Rick Logan/Dick Wells/Tress MacNeille
38. Ya-Hoo Main Title - The Alf Clausen Orchestra/Hank Azaria
39. The Land Of Chocolate - Dan Castellaneta/Hank Azaria/Phil Hartman
40. Skinner & The Superintendent' Theme - Hank Azaria/Studio Singers
41. Presidents' Song - Harry Shearer
42. The Star Spangled Banner - Harry Shearer/Daryl L. Coley
43. Talkin' Softball - Terry Cashman
44. Like Father, Like Clown: A Warm Round/Oh, My Papa/A Love Thing - Dan Castellaneta/Hank Azaria/Jackie Mason
45. Blessed Be The Guy That Bonds (McBain End Credits) - Sally Stevens
46. You're Gonna Like Me (The Gabbo Song) - Dan Castellaneta/Harry Shearer/Pamela Hayden
47. Can I Borrow A Feeling? - Hank Azaria/Maggie Roswell
48. The Simpsons End Credits Theme - The Alf Clausen Orchestra
49. We Love To Smoke - Julie Kavner
50. Apu In 'The Jolly Bengali' Theme - Studio Singers
51. The Garbageman Can (Long Demo Version) - Studio Singers (While U2's voices were heard on the program, they are replaced on this album by noticeably different voices.)
52. Senor Burns (Long Version) - Tito Puente & His Latin Jazz Ensemble
53. Happy Birthday, Mr. Smithers - Harry Shearer